# Steve Moneghetti
Stephen James „Steve” Moneghetti (ur. 26 września 1962 w Ballarat) – australijski lekkoatleta specjalizujący się w biegach długodystansowych, przede wszystkich w biegach maratońskich, czterokrotny uczestnik letnich igrzysk olimpijskich (Seul 1988, Barcelona 1992, Atlanta 1996, Sydney 2000). Sukcesy odnosił również w biegach przełajowych.

## Sukcesy sportowe
- mistrz Australii w biegu na 10 000 metrów – 1988[1]
- mistrz Australii w półmaratonie – 1987
- dwukrotny mistrz Australii w biegach przełajowych – 1989, 2003
- zwycięzca biegów maratońskich m.in. w Berlinie (1990) oraz Tokio (1994)[2]
- zwycięzca półmaratonu w Gold Coast (1993, wspólnie z Tadesse Gebre)[3]

| Rok  | Miasto       | Zawody                                    | Konkurencja             | Wynik         |
| ---- | ------------ | ----------------------------------------- | ----------------------- | ------------- |
| 1986 | Edynburg     | Igrzyska Wspólnoty Narodów                | bieg maratoński         | brązowy medal |
| 1987 | Rzym         | Mistrzostwa świata                        | bieg maratoński         | 4. miejsce    |
| 1987 | Warszawa     | Mistrzostwa świata w biegach przełajowych | indywidualnie           | 11. miejsce   |
| 1988 | Seul         | Igrzyska olimpijskie                      | bieg maratoński         | 5. miejsce    |
| 1989 | Stavanger    | Mistrzostwa świata w biegach przełajowych | indywidualnie           | 4. miejsce    |
| 1990 | Auckland     | Igrzyska Wspólnoty Narodów                | bieg maratoński         | srebrny medal |
| 1991 | Tokio        | Mistrzostwa świata                        | bieg maratoński         | 11. miejsce   |
| 1992 | Boston       | Mistrzostwa świata w biegach przełajowych | indywidualnie           | 6. miejsce    |
| 1993 | Bruksela     | Mistrzostwa świata w półmaratonie         | indywidualnie drużynowo | srebrny medal |
| 1994 | Victoria     | Igrzyska Wspólnoty Narodów                | bieg maratoński         | złoty medal   |
| 1995 | Göteborg     | Mistrzostwa świata                        | bieg maratoński         | 8. miejsce    |
| 1996 | Atlanta      | Igrzyska olimpijskie                      | bieg maratoński         | 7. miejsce    |
| 1997 | Ateny        | Mistrzostwa świata                        | bieg maratoński         | brązowy medal |
| 1998 | Kuala Lumpur | Igrzyska Wspólnoty Narodów                | bieg na 10 000 m        | brązowy medal |
| 2000 | Sydney       | Igrzyska olimpijskie                      | bieg maratoński         | 10. miejsce   |

## Rekordy życiowe
- bieg na 3000 metrów – 8:09,47 – Melbourne 10/12/1997
- bieg na 2 mile – 8:35,09 – Sydney 28/02/1998
- bieg na 5000 metrów – 13:25,77 – Melbourne 29/02/1996
- bieg na 10 000 metrów – 27:47,69 – Oslo 04/07/1992
- bieg na 10 kilometrów – 28:55 – Burnie 14/10/2001
- bieg na 15 kilometrów – 47:03 – Melbourne 30/11/2008
- półmaraton – 1:00:06 – Tokio 24/01/1993
- bieg maratoński – 2:08:16 – Berlin 30/09/1990